# Hikaru Arai
Hikaru Arai (新井 光 Arai Hikaru?), född 14 april 1999 i Nagano prefektur, är en japansk fotbollsspelare.
Arai började sin karriär 2018 i Shonan Bellmare. Med Shonan Bellmare vann han japanska ligacupen 2018. 2020 flyttade han till Gainare Tottori.